# Euphorbia ecklonii
Euphorbia ecklonii ist eine Pflanzenart aus der Gattung Wolfsmilch (Euphorbia) in der Familie der Wolfsmilchgewächse (Euphorbiaceae).

## Beschreibung
Die sukkulente Euphorbia ecklonii wächst als zweihäusiger Geophyt. Aus einer knolligen Wurzel entwickelt sich ein unterirdischer Trieb der einen Durchmesser von bis zu 3 Zentimeter erreicht. Dieser bildet oberhalb des Bodens einen Vegetationspunkt mit Blättern und Blüten aus. Die elliptischen Blätter stehen in einer flachen Rosette und werden bis 5 Zentimeter lang und 2,5 Zentimeter breit. Sie sind kurz gestielt und der Stiel ist vergänglich.
Der Blütenstand besteht aus vielen Cymen, die aus drei- bis fünfstrahligen Dolden bestehen und jeweils drei bis fünf Cyathien tragen. Die Strahlen werden bis 2,5 Zentimeter lang. Die verkehrt eiförmigen Tragblätter sind mit feinen Flaumhaaren versehen und werden bis 8 Millimeter lang und 4,5 Millimeter breit. Die Cyathien sind ebenfalls mit Flaumhaaren besetzt und erreichen einen Durchmesser von 5 Millimeter. Die Nektardrüsen sind elliptisch geformt. Die nahezu kugelförmige Frucht wird 4,5 Millimeter groß, hat eine samtige Oberfläche und ist annähernd sitzend. Der eiförmige Samen wird bis 2,7 Millimeter groß. Er ist unscheinbar vierkantig und die Oberfläche ist mit sehr kleinen Warzen besetzt.

## Verbreitung und Systematik
Euphorbia ecklonii ist in der südafrikanischen Provinz Westkap verbreitet.
Die Erstbeschreibung der Art erfolgte 1860 als Tithymalus ecklonii  durch Johann Friedrich Klotzsch und Christian August Friedrich Garcke. Henri Ernest Baillon stellte die Art 1863 in die Gattung Euphorbia. Als Synonym zu dieser Art gilt Euphorbia pistiifolia Boiss. (1862).